# Toronto City Council

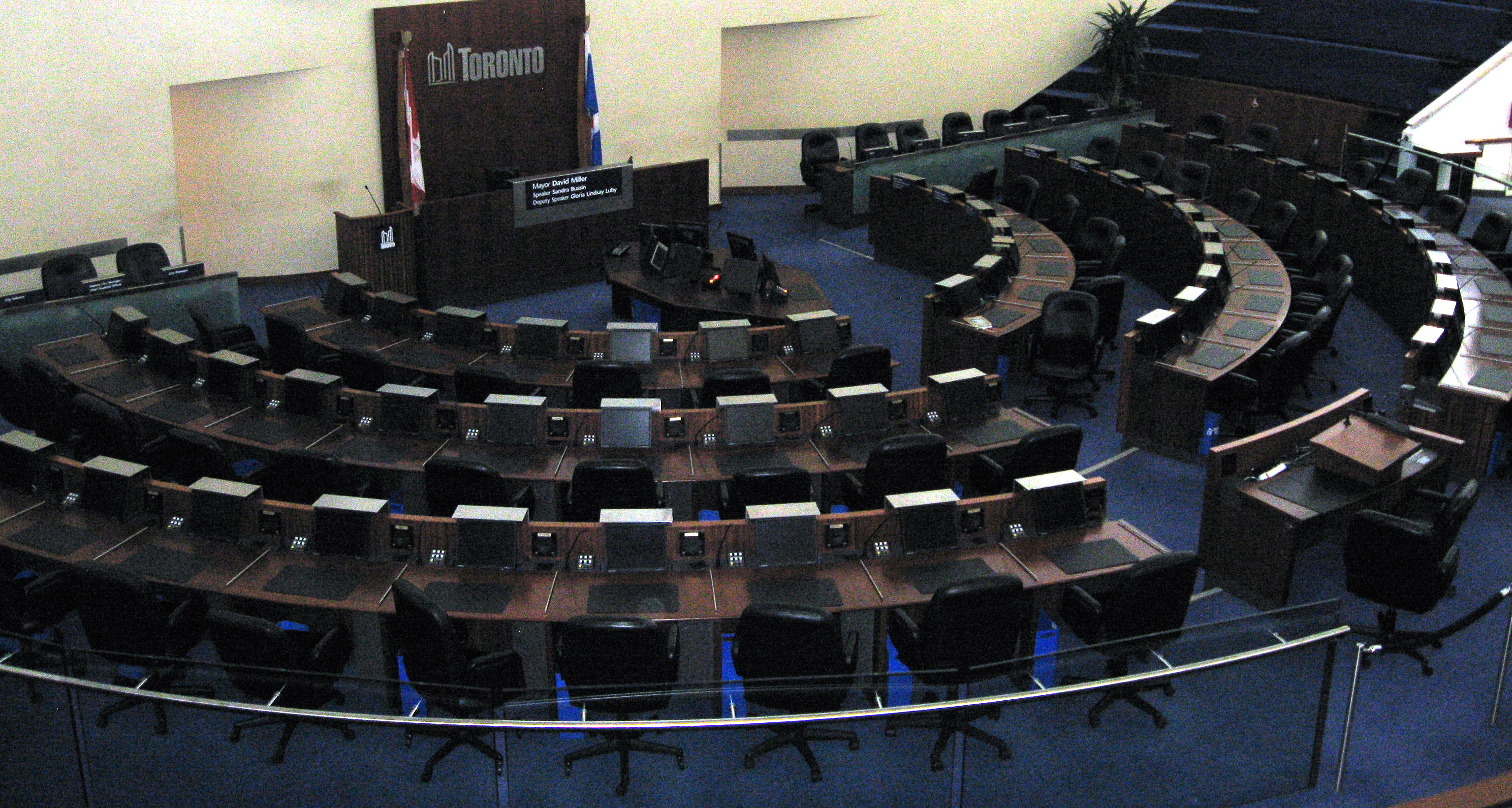
Der Plenarsaal des Toronto City Council

Der Toronto City Council ist als Stadtrat das oberste Legislativorgan der kanadischen Stadt Toronto in Ontario. Die Mitglieder repräsentieren die einzelnen Wahlbezirke der Stadt und werden als Stadträte bezeichnet.
Der Stadtrat besteht derzeit aus 26 Mitgliedern, den gewählten 25 Ratsmitgliedern und dem Bürgermeister. Die Tagesordnungen für die Rats- und Ausschusssitzungen werden durch die Stadtverwaltung festgelegt. Das Gehalt für den Bürgermeister beträgt 163.040 kanadische Dollar pro Jahr; das für einen Stadtrat 96.805 Dollar pro Jahr.

## Ausschüsse
Es gibt sieben ständigen Ausschüsse des Rates: Regierung, Ausschuss für öffentliche Bauten und Infrastruktur, wirtschaftliche Entwicklung, Parks und Umwelt, kommunale Dienste und Erholung, Lizenzierung und Auftragsvergabe, sowie die Planung und Wachstums-Management. Darüber hinaus gibt es drei weitere interne Ausschüsse.
Der Hauptausschuss setzt sich aus dem Bürgermeister, dem Vizebürgermeister, den sieben Vorsitzenden der ständigen Ausschüsse und vier weiteren durch den Stadtrat ernannten Mitgliedern zusammen. Unterausschüsse des Hauptausschusses sind der Haushaltsausschuss, der Ausschuss für bezahlbaren Wohnraum und der Ausschuss für das Verhältnis von Arbeitnehmern und Arbeitskosten.

## Gemeinderäte
Zusätzlich zu den ständigen Ausschüssen gehören alle Mitglieder des Stadtrates einem Gemeinderat an. Die Stadt ist dabei in vier Gemeinderäte eingeteilt, die dem Stadtrat zu den örtlichen Angelegenheiten Empfehlungen zur Aufnahme in die Tagesordnung geben können. Diese vier verschiedenen Gemeinderäte sind:
- Etobicoke und York – Etobicoke Civic Centre
- North York – North York Civic Centre
- Scarborough – Scarborough Civic Centre
- Old Toronto und East York – Toronto City Hall